# Agdash
Agdás (en azerí: Ağdaş)  es una localidad de Azerbaiyán, capital del raión homónimo.
Se encuentra a una altitud de 40 m sobre el nivel del mar.

## Demografía
Según estimación 2010 contaba con 25345 habitantes.